# Gravità quantistica a loop
La gravità quantistica a loop (LQG, dal termine inglese loop quantum gravity), conosciuta anche coi termini di gravità a loop, geometria quantistica e relatività generale canonica quantistica, è una teoria fisica di gravità quantistica, ovvero una teoria quantistica dello spazio-tempo che cerca di unificare la meccanica quantistica e la relatività generale.

## Incompatibilità tra meccanica quantistica e relatività generale
La teoria quantistica dei campi applicata in uno spazio-tempo curvo (non minkowskiano) ha dimostrato che alcuni dei suoi assunti fondamentali non possono essere conservati. In particolare il vuoto, quando esiste, appare dipendere dalla traiettoria dell'osservatore attraverso lo spazio-tempo (effetto Unruh).
Vi sono state in passato due reazioni all'apparente contraddizione tra la teoria dei quanti e l'indipendenza dal background della relatività generale. La prima è che l'interpretazione geometrica della relatività generale non è fondamentale ma "risultante"', la seconda è che l'indipendenza dal background è fondamentale e la meccanica quantistica necessita di essere generalizzata per definire dove non vi è un tempo stabilito a priori. La LQG va nella seconda direzione, è cioè un tentativo di formulare una teoria quantistica indipendente dal background.
In sintesi, nelle teorie della relatività ristretta e della gravitazione la geometria di riferimento è continua: ragionando in una sola dimensione (anziché in 3), dati due punti distinti A e B sicuramente esiste un punto A' intermedio tra A e B, un punto A'' intermedio tra A e A', un punto intermedio A''' tra A e A'' e così via all'infinito. Nella LQG, invece, la geometria di riferimento è quantizzata: facendo la stessa operazione di suddivisione tra A e B, tra A e A' e tra A e A'' si arriverà alla situazione di avere due punti A e A^ tra i quali non è presente nessun altro punto. Tornando alle tre dimensioni spaziali, ciò significa che partendo da un volume e suddividendolo in volumetti sempre più piccoli, c'è un valore minimo di volume non ulteriormente divisibile.

## Storia
Nel 1986 il fisico indiano Abhay Ashtekar ha riformulato le equazioni di campo della relatività generale usando ciò che oggi è conosciuto col nome di variabili di Ashtekar, una variante particolare della teoria di Einstein-Cartan con una connessione complessa. Nella formulazione di Ashtekar i campi fondamentali sono una regola per il trasporto parallelo (tecnicamente una connessione) e una struttura di coordinate (detta vierbein) a ogni punto. 
Dal momento che la formulazione di Ashtekar era indipendente dal background, è stato possibile utilizzare i loop di Wilson come base per la quantizzazione non perturbativa della gravità. L'invarianza del diffeomorfismo esplicito (spaziale) dello stato di vuoto gioca un ruolo essenziale nella regolarizzazione degli stati del loop di Wilson.
Intorno al 1990 Carlo Rovelli e Lee Smolin hanno ottenuto una base esplicita degli stati della geometria quantistica che è stata denominata rete di spin. In questo contesto le reti di spin si sono presentate come una generalizzazione dei loop di Wilson necessarie per trattare i loop che si intersecano reciprocamente. Dal punto di vista matematico le reti di spin sono correlate alla teoria del gruppo di rappresentazione e possono essere usate per costruire invarianti di nodi come il polinomiale di Jones.
Divenendo strettamente correlata alla teoria quantistica topologica dei campi e alla teoria della rappresentazione di gruppo, la LQG è per la maggior parte costruita a un livello rigoroso di fisica matematica.

## Princìpi fondamentali
La gravità quantistica a loop fa parte di una famiglia di teorie chiamata gravità canonica quantistica ed è stata sviluppata in parallelo con la quantizzazione a loop, una struttura rigorosa della quantizzazione non perturbativa della teoria di gauge a diffeomorfismo invariante. In parole più semplici è una teoria quantistica della gravità nella quale lo spazio reale in cui accadono i fenomeni fisici, o eventi, è quantizzato (vedi anche più avanti al secondo paragrafo). Secondo questa teoria l'universo è costituito da anelli (in inglese loop) delle dimensioni infinitesime di 10−35 metri, ossia dieci miliardesimi di miliardesimi di miliardesimi di nanometri. Questi anelli possono contenere una certa quantità di energia che non può mai diventare infinita come in una singolarità gravitazionale, esclusa dalla teoria.
Essa conserva gli aspetti fondamentali della relatività generale, come ad esempio l'invarianza per trasformazioni di coordinate, e allo stesso tempo utilizza la quantizzazione dello spazio e del tempo alla scala di Planck, caratteristica della meccanica quantistica; in questo senso combina le due teorie, tuttavia non è una ipotetica teoria del tutto poiché non dà una descrizione unificata di tutte le forze fondamentali, ma descrive unicamente le proprietà quantistiche dello spaziotempo, e quindi della gravità.
I critici della LQG fanno spesso riferimento al fatto che non predice l'esistenza di ulteriori dimensioni dello spazio tempo, né la supersimmetria. La risposta dei suoi autori è che allo stato attuale, nonostante ripetute ricerche sperimentali, non vi è alcuna evidenza di altre dimensioni né di particelle supersimmetriche, che devono essere considerate solo ipotesi speculative.
I maggiori successi della gravità quantistica a loop sono:
1. è una quantizzazione non perturbativa della geometria a 3 dimensioni, con operatori quantizzati di area e di volume;
2. include il calcolo dell'entropia dei buchi neri;
3. è basata su un formalismo matematico rigoroso.

La teoria ammette anche una formulazione covariante, chiamata schiuma di spin (spinfoam).

## I costituenti della LQG

### Quantizzazione a loop
Il cuore della gravità quantistica a loop è rappresentato da una struttura per la quantizzazione non perturbativa delle teorie di gauge a diffeomorfismo invariante che può essere chiamata quantizzazione a loop. Originalmente sviluppata per quantizzare il vuoto della relatività generale in 3+1 dimensioni, il formalismo matematico aiuta la dimensionalità arbitraria dello spazio-tempo, i fermioni (Baez e Krasnov), un gruppo di gauge arbitrario (o anche un gruppo quantistico) e la supersimmetria (Smolin) e porta alla quantizzazione della cinematica delle corrispondenti teorie di gauge a diffeomorfismo invariante. Rimane ancora molto lavoro da svolgere riguardo alla dinamica, al limite classico ed al principio di corrispondenza, necessari per effettuare esperimenti.
La quantizzazione a loop risulta dall'applicazione della quantizzazione C*-algebrica di un'algebra non canonica delle osservabili di gauge invarianti classiche. Non canonica significa che le osservabili di base quantizzate non sono coordinate generalizzate né i loro momenti coniugati. Invece vengono usati l'algebra generata dalle osservabili di reti di spin (costruiti da olonomi) e flussi di campi di forza.
Le tecniche di quantizzazione a loop sono particolarmente utili nel trattare le teorie topologiche quantistiche di campo dove esse danno corpo a modelli state-sum/spin-foam come il modello Turaev-Viro della relatività generale a 2+1 dimensioni. Una delle più conosciute teorie è la cosiddetta teoria BF in 3+1 dimensioni perché la relatività generale classica può essere formulata come una teoria BF con costrizione, e si spera che una quantizzazione significativa della gravità possa derivare dalla teoria perturbativa dei modelli BF a schiuma di spin.

### Invarianza di Lorentz
La LQG è una quantizzazione della classica teoria lagrangiana di campo che è equivalente alla nota teoria di Einstein-Cartan nel punto in cui permette che le equazioni di moto descrivano la relatività generale con torsione. Si può quindi dire che la LQG rispetta l'invarianza di Lorentz a livello locale. L'invarianza di Lorentz generale è rotta nella LQG così come nella relatività generale. Si può ottenere una costante cosmologica positiva nella LQG sostituendo il gruppo di Lorentz con il corrispettivo gruppo quantistico.

### Invarianza per diffeomorfismi e indipendenza dal background
L'invarianza per diffeomorfismi, o covarianza generale, è l'invarianza delle leggi fisiche sotto trasformazioni di coordinate arbitrarie, ed è anche una delle caratteristiche della relatività generale. La LQG conserva questa simmetria richiedendo che gli stati fisici siano invarianti sotto i generatori dei diffeomorfismi. L'interpretazione di queste condizioni è ben conosciuta nei riguardi dei diffeomorfismi spaziali puri; comunque la comprensione dei diffeomorfismi che coinvolgono il tempo (la costrizione hamiltoniana) è più debole perché è in relazione con la dinamica e con il cosiddetto problema del tempo della relatività generale ed inoltre la struttura di calcolo generalmente accettata per descrivere questa costrizione è ancora da trovare.
In termini semplicistici e trascurando per un attimo l'invarianza per trasformazioni di gauge, l'indipendenza dal background è una proprietà che esprime la corrispondenza biunivoca tra la distribuzione spaziotemporale delle sorgenti del campo gravitazionale e il campo che esse generano: dato uno dei due si ottiene automaticamente l'altro. Usando termini più corretti: la metrica e il tensore energia-impulso sono legati dalle equazioni di campo, senza che sia necessaria nessuna ipotesi particolare né sulla forma della metrica né su quella di {\displaystyle T_{\mu \nu }}. 
Che l'invarianza di Lorentz sia rotta o no al limite alle basse energie della LQG, la teoria è formalmente indipendente dal background. Le equazioni della LQG non sono incluse oppure presuppongono spazio e tempo (eccetto per la sua topologia che non può essere modificata), ma si ritiene con una certa ragionevolezza che aumentino lo spazio ed il tempo a distanze maggiori comparate alla lunghezza di Planck. Non è stato ancora dimostrato che la descrizione che la LQG dà dello spazio-tempo al livello di scala di Planck possieda un limite del continuum come descritto dalla relatività generale con eventuali correzioni quantistiche.

## Problemi aperti
Nessuna teoria della gravità quantistica (stringhe, loops o altre) produce  predizioni univoche che possano essere sottoposte a verifiche sperimentali. Una speranza in tal senso è venuta dalla possibilità di osservazioni astrofisiche di violazione dell'invarianza di Lorentz, ma è noto da tempo che la gravità quantistica a loop non porta necessariamente alla violazione dell'invarianza di Lorentz (vedi per esempio Rovelli e Speziale 2003) e quindi osservazioni di questo tipo, come per esempio quelle del Fermi Gamma-ray Space Telescope, non possono essere considerate argomenti a favore o a sfavore della teoria.

## Critiche dei fautori della Teoria delle stringhe
La LQG è criticata dai fautori della teoria delle stringhe per molti motivi.
La critica più forte si rivolge al fatto che non esiste ancora una teoria efficace della LQG e quindi non è possibile verificare se essa riproduca veramente la relatività generale a basse energie. Dunque, non è nemmeno chiaro se riesca a riprodurre tutti i fenomeni già descritti dalla teoria di Einstein. Recentemente, tuttavia, è stato possibile derivare dalla teoria la fenomenologia delle onde gravitazionali e la cosmologia standard. Le indicazioni secondo cui il limite classico della teoria sarebbe la relatività generale sono dunque forti.
È stato anche osservato che il metodo di quantizzazione è tale che i modi veramente quantizzati portano a una teoria topologica e dunque lontana dalla realtà, ma si tratta di un equivoco. La teoria può essere costruita modificando modelli topologici, ma non è una teoria topologica.
La LQG risolve i problemi di divergenza ultravioletta delle teorie semiclassiche standard. Non ci sono termini divergenti all'ultravioletto negli operatori di volume e nel vincolo Hamiltoniano. Tuttavia, nella teoria esistono divergenze infrarosse, e non è ancora chiaro come trattarle.
Una critica alla teoria, comune tra i fautori della teoria della stringhe, è che la versione della teoria della gravità quantistica a loop basata sulle schiume di spin può violare l'unitarietà. È vero che la teoria viola l'unitarietà, nel senso che non esiste nella teoria un gruppo ad un parametro di trasformazioni unitarie che dà l'evoluzione temporale, né una matrice S unitaria. L'assenza di queste strutture stupisce e lascia sconcertato chi viene dal mondo delle stringhe, perché abituato a pensare alla fisica in termini di spazio tempo piatto. Ma l'assenza di queste strutture è implicata dalla relatività generale, nella quale, in generale, non esiste uno spazio piatto asintotico o una simmetria per traslazione nel tempo. L'unitarietà, nel senso di coerenza dell'interpretazione probabilistica della teoria, è ovviamente rispettata dalla gravità quantistica a loop.